# Erik Everhard
Erik Everhard (Calgary, Alberta, Canadá - 2 de diciembre de 1976) es el nombre artístico de Mitchell Hartwell es un actor pornográfico y director canadiense, conocido por la pornografía gonzo en sus películas.

## Biografía
Everhard es un Canadiense de ascendencia ucraniana. En 1995, se trasladó a Vancouver para asistir a la universidad, momento en el que hizo sus primeras incursiones en películas para adultos. Everhard comenzó su carrera en el cine en Canadá, actuando para sitios web. Ante la insistencia de amigos y colegas, se mudó a Los Ángeles en 1999 para dedicarse a su carrera. Su primera película en los Estados Unidos fue para el director Jules Jordan.
Después de afianzarse como actor, Everhard comenzó a dirigir videos para Anabólics y Diabolic Vídeo en 2001. En 2003, llegó a un acuerdo de distribución con Redlight District. En 2005 Everhard demandó a la empresa por incumplimiento de contrato por la demanda, la entrega y la contabilidad, ganando el juicio. Fue contratado por Evil Angel y después de rodar varias películas volvió a trabajar con Jules Jordan.